# A-17 (航空機)
A-17 / ノウマッド
飛行するA-17A-NO 35-78号機
(第90攻撃飛行隊所属、1936年撮影)
- 用途：対地攻撃機
- 分類：攻撃機
- 設計者：ジョン・クヌーセン・ノースロップ
- 製造者：ノースロップ社
- 運用者

  - アメリカ陸軍航空隊
  -  スウェーデン空軍
  -  南アフリカ空軍
  -  カナダ空軍
  -  ノルウェー空軍
  -  アルゼンチン空軍 ほか
- 初飛行：1934年
- 生産数：273機[注釈 1]
- 生産開始：1935年
- 運用開始：1936年2月（アメリカ陸軍航空隊）
- 退役

  - 1944年（アメリカ陸軍航空軍、南アフリカ空軍）
  - 1954年（アルゼンチン空軍）
  - 1958年（ペルー空軍）
- 運用状況：退役
- 派生型：A-33

A-17（Northrop A-17 ）は、ノースロップ社が開発し、アメリカ陸軍などで運用された攻撃機。イギリス連邦系の運用者では遊牧民の意味を持つ「ノウマッド （Nomad）」と呼ばれた。
ノースロップ社が製作した全金属性高速郵便機・レーサーである「ガンマ （Gamma）」を母体とする。試作はガンマの軍用型YA-13から開始され、同機は1934年6月に納入された。更に改良が重ねられ、XA-16を経てA-17として制式化された。同じくガンマを母体とする攻撃機にはA-33がある。

## 概要
いずれも複座の単発・単葉機であり、主脚は初期の固定脚から、A-17Aにいたって引き込み式となった。急降下の制動用に穴のあいたフラップを装備しており、後に本機の設計を受け継いだダグラス社によって設計された海軍のダグラスSBDドーントレス爆撃機にその面影を伝えている。
本機の母体となったガンマは、1933年に2Eが、1937年に2Fがそれぞれ1機、日本海軍によって輸入され、研究の対象とされている（いずれも固定脚型）。海軍における名称は、2Eがノースロップ飛行機（略符号BXN1）、2Fがノースロップ万能機（略符号BXN2）である。うち2Fは海軍から満州飛行機に譲渡され、こちらでも研究機材として用いられている。

## 設計と製造

### YA-13
ノースロップ社は1933年、自社製のレーサー（郵便機としても使用された）ノースロップ ガンマ2Cの攻撃機型を1機自主製作しアメリカ陸軍航空隊に提案した。この提案はYA-13（シリアル34-27）として軍の受け入れるところとなり、良好な成績を示したところから、陸軍から110機の発注を受けた。YA-13の装備エンジンは710馬力のライトR-1820-37だったが、テストにおいてパワー不足の傾向が見られたため、生産型では800馬力のプラット&ホイットニーR-1830-7に換装することになっていた。エンジンは単列の星型エンジンから複列のものとなり、プロペラも2枚から3枚に改められた。YA-13にこの変更を加えたものがXA-16である。

### XA-16
しかしながらXA-16はエンジンの換装によってかえって馬力が過大となってしまい、操縦性の欠陥のある機体となっていた。ノースロップ社は「ガンマ2C」の改善型である「ガンマ2F」に750馬力のプラット&ホイットニーR-1535-11エンジンを搭載したタイプを提案し、これがA-17として採用されることとなり、A-16の110機の発注はこちらに振り替えられることとなった。

### A-17
110機のA-17の引き渡しは1935年8月から始まり、翌年までに第3および第17攻撃グループに配属された（シリアル35-51～160）。
それに続いて軍から発注されたのはA-17の主脚を引き込み式とし、エンジンを825馬力のR-1535-13に換装したタイプで、A-17Aを名付けられた。A-17Aは129機が発注（シリアル36-162～261、38-327～355）されたが、そのうち93機は1940年6月に工場に戻され、イギリスおよびフランスへの輸出向けとしての改修が行われた。しかしほどなくフランスがドイツに降伏したため、結局フランスには輸出されなかった。また、イギリスでは本機に「ノーマッド」（Nomad、遊牧民の意）という名称を付けたが自国では使用せず、ほとんどを南アフリカに送った。
A-17Aには3座とした高官輸送機型が2機（シリアル36-349～350）あり、A-17ASと称する。A-17ASは600馬力のプラット&ホイットトニーR-1340-45エンジンを装備していた。

### A-33
本機の設計はダグラス社に受け継がれ、モデル8Aとして輸出用に製作された。固定脚のA-17の系統である8A-1はアルゼンチンとスウェーデンに輸出され、スウェーデンではB5Bの名で64機、改良型をB5Dの名で39機、合わせて103機をライセンス生産した。
A-17Aの系列である8A-5はペルー、オランダ、イラク、ノルウェーに輸出された。ペルーが発注した34機の8A-5Pのうち31機は第二次世界大戦の勃発に伴ってアメリカ陸軍航空隊に引き取られ、A-33の名前で訓練や標的曳航等の任務に使用された（シリアル42-109007～109019、43-13584～13601）。装備したエンジンは1,200馬力のR-1820-87であった。

## 戦歴
中華民国空軍はノースロップ ガンマ2EとA-17合計45機と、やはり同系列であるノースロップ アルファの輸送機型C-19を2機、援助物資として入手した。中華民国空軍はA-17とガンマ2Eを実戦に配備し、上海向け日本航路の攻撃任務に使用した。

## 性能諸元（A-17A）
- 乗員： 2名[2]
- 全長： 9.65 m[2]
- 全幅： 14.55 m[2]
- 全高： 3.65 m[2]
- 翼面積： 33.63 m2
- 自重： 2,316 kg
- 総重量： 3,422 Kg
- エンジン： プラット & ホイットニー R-1535-13 ツイン・ワスプ・ジュニア 空冷9気筒星型 825 hp ×1[2]
- 最高速度： 354 km/h（高度762m）[2]
- 巡航速度： 274 km/h
- 航続距離： 1,180 km[2]
- 上昇限度： 5,900 m[2]
- 武装： 7.62 mm機銃主翼固定 ×4、後部旋回 ×1
- 爆装： 180 kg[2]（100 ポンド爆弾 4発）